# 1890 Konoshenkova
1890 Konoshenkova este un asteroid din centura principală, descoperit pe 6 februarie 1968 de Liudmila Cernîh.